# Вратислаус II фон Фюрстенберг
Вратислаус II фон Фюрстенберг (на немски: Wratislaus II von Fürstenberg; * 1600; † 27 май 1642, Нойфра) е граф на Фюрстенберг. Той е основател на линията Фюрстенберг-Мескирх-Вилденщайн.

## Произход
Той е най-възрастният син на граф Кристоф II фон Фюрстенберг († 1614) и съпругата му Доротея фрайин фон Щернберг († 1633), дъщеря на граф Отокар фон Щернберг († 1589) и Анна фон Рупов. Брат е на Фридрих Рудолф (1602 – 1655).
Баща му Кристоф II е убит на 5 януари 1614 г. на 33 години при конфликт с братовчед му граф Вилхелм фон Фюрстенберг-Хайлигенберг.

## Фамилия
Първи брак: през 1622 г. с графиня Йохана Елеонора фон Хелфенщайн-Гунделфинген (* 18 октомври 1606; † 28 юли 1629), наследничка на Гунделфинген, Мескирх, Хайинген и Нойфра, дъщеря на граф Фробен Кристоф фон Хелфенщайн-Гунделфинген (1573 – 1622) и графиня Мария фон Хелфенщайн-Визенщайг (1586 – 1634). Те имат пет деца:
- Мария Доротея Евгения фон Фюрстенберг (29 септември 1623 – 13 юни 1672), омъжена 1644 г. в Аугсбург за граф Йохан Евзебиус Фугер граф фон Кирхберг-Вайсенхорн (3 юли 1617 – 11 март 1672 в Кирххайм)
- Франц Кристоф фон Фюрстенберг (28 юли 1625 в Блумберг – 22 септември 1671 в Хюфинген), граф и покняжен ландграф на Фюрстенберг, женен на 4 януари 1660 г. в Брюксел за графиня Мария Тереза фон Аренберг (22 април 1639 в Мадрид – 18 януари 1705 в Мескирх)
- Фробен Мария (7 юли 1626 – 27 декември 1626)
- Фробен Мария фон Фюрстенберг (24 август 1627 – 7 май 1685 в Мескирх), неженен
- Кристоф (*/† 28 юни 1628)

Втори брак: на 3 октомври 1636 г. с Франциска Каролина фон Хелфенщайн-Визенщайг († 31 декември 1641), наследничка на една трета от Хелфенщайн-Визенщайг, замък Вилденщайн и Фалкенщайн, дъщеря на граф Рудолф III фон Хелфенщайн-Визенщайг (1585 – 1627) и графиня Елеонора фон Фюрстенберг (1578 – 1651), дъщеря на граф Йоахим фон Фюрстенберг-Хайлигенберг (1538 – 1598) и Анна фон Цимерн (1544 – 1602). Те имат три деца:
- Йохан Максимилиан Рудолф (13 юни 1637 – 5 май 1638)
- Йохан Фердинанд Леополд (30 юли 1638 – 7 октомври 1638)
- Йохан Мартин (Мария) Фердинанд Рудолф фон Фюрстенберг (14 май 1640 в Нойфра – 8 септември 1690, Страсбург), неженен